# Brodziec paczulka
Brodziec paczulka, paczulka wonna, paczulka, paczula (Pogostemon cablin) – gatunek rośliny z rodziny jasnotowatych. Nazwa „paczula” pochodzi z języka tamilskiego, od பச்சை paććai (zielony) i இலை ilai (liść). Gatunek występuje w tropikach Azji (od Indii poprzez Półwysep Indochiński i Archipelag Malajski po Filipiny). Uprawiany jest poza tym na Karaibach, w zachodniej i wschodniej Afryce oraz w Brazylii. W klimacie umiarkowanym uprawiany bywa w szklarniach.

## Morfologia
PokrójBylina lub półkrzew osiągający 1 m wysokości.
LiścieJajowatotrójkątna, ząbkowana, owłosiona i ogruczolona blaszka.
KwiatyNiewielkie, białe lub biało-różowe, zebrane w nibyokółkach w szczytowe nibygrona.

## Zastosowanie
Roślina kosmetyczna – dostarcza olejku paczulowego, podobnie jak szereg innych gatunków z tego rodzaju (Pogostemon cablin, P. commosum, P. hortensis, P. heyneasus oraz P. plectranthoides). Za najlepszy uważany jest olejek właśnie z paczulki. Olejek wytwarzany jest metodą tzw. destylacji parowej. Jest utrwalaczem zapachów, dodającym świeżości perfumom i zwiększającym percepcję innych składników. Używa się go także w rozmaitych kosmetykach, m.in. w mydłach. Ma barwę żółtą lub zieloną o zapachu piżmowo-kamforowym. Roślina była szczególnie popularna w XIX wieku, kiedy też przekładano jej suszonymi pędami czystą bieliznę, w celu jej aromatyzowania i odstraszania moli.
Składnik środków odstraszających owady. Liście odstraszają mole, stąd umieszczane są w szafach. Olejek paczulowy stosowano także do zabezpieczania ubrań, akcesoriów i materiałów w czasie transportu.

## Znaczenie w hinduizmie
Paczulka według ruchu Hare Kryszna jest zamieszkiwana przez Krysznę.